# Santa Maria d'Ullà
Santa Maria d'Ullà és un temple catòlic a la vila d'Ullà (Baix Empordà). La primitiva canònica era als afores de la població, propera al riu Ter. De l'interior del primitiu monestir, es venera a l'actual església parroquial de Santa Maria d'Ullà, la imatge de la Verge de la Fossa, talla romànica, policromada, del segle xii.

## Història
El monestir va ser fundat l'any 1121 per Pere Vidal amb el consentiment de Berenguer Dalmau (bisbe de Girona), Sant Oleguer (arquebisbe de Tarragona), el comte Ponç Hug I d'Empúries; Ponç Guillem de Torroella (senyor de Torroella) entre altres nobles els quals constituïren i nomenaren el primer prior d'aquesta casa. Seguia la regla de l'orde agustinià. L'església va tenir alguns contratemps, ja que primer va ser assaltada per un grup de corsaris sarraïns del rei de Mallorca Ishaq ibn Muhàmmad ibn Ghàniya, l'any 1178, quan aquests saquejaren el temple i mataren alguns dels seus canonges, altres foren segrestats cap a Mallorca. Més tard va sofrir unes riuades provocades pel riu Ter que van sepultar l'edifici.
L'any 1181 es va construir un nou temple que es secularitzà i convertí en col·legiata l'any 1592. En època de Villanueva, relata ell mateix, que encara es conservava l'antic temple, mig sepultada per les inundacions i avingudes del riu Ter. Des d'aquest temple es traslladà la imatge a la nova església construïda sobre aquest temple primigeni. Aquesta imatge rep el nom de Verge de la Fossa. D'aquest primer temple Villanueva diu que estava cobert d'arenes fins a l'arrancada de les voltes. Pel mal estat que es trobava, la comunitat va haver de traslladar-se a l'església parroquial d'Ullà, on es va mantenir activa fins a la desamortització de Mendizábal l'any 1835.
A finals del segle xviii es començà a construir la nova església a la sagrera del poble, al costat de l'antiga parroquial, enlairada sobre la plana; fou beneïda pel prior Masdevall el 20 de juliol del 1804, any en què la col·legiata hi fou traslladada. No queden, pràcticament, restes de la canònica medieval. Extingida la col·legiata, l'església de Santa Maria restà com a parroquial d'Ullà, quedant sense culte l'antiga parròquia de Sant Andreu.

## Església parroquial
És un temple d'una nau força àmplia, amb capelles laterals, transsepte amb cúpula central i capçalera rectangular: planta de creu llatina. Les voltes són de llunetes i tenen cornises motllurats. El presbiteri conté un cambril en el qual s'exposa i es venera la imatge romànica de la Verge de la Fossa.
En el frontis hi ha la portada d'arc rebaixat, pilastres i capitells jònics simulats, entaulament amb motllures i pinacles amb semiesferes i al centre una gran fornícula -ara sense imatge- sobre la qual hi ha gravat l'any 1792. Més amunt s'obre un rosetó i a la part alta un òcul. El contorn superior de la façana és sinuós i té pinacles amb esferes de pedra. Sobre l'angle nord-oest de l'edifici es dreça el campanar de planta quadrada que restà inacabat a l'altura dels pilars.
La façana és construïda amb carreus escairats; els altres murs amb grans pedres sense tallar i carreus angulars; l'interior és cobert d'arrebossats.

## Canònica
Són vestigis d'un conjunt d'edificació religiosa. Fragment d'un mur, única resta arquitectònica avui visible a l'indret on s'aixecà la primitiva Canònica de Santa Maria d'Ullà, a uns 300 m al sud-oest del nucli de la població, a l'altre costat de la carretera, en el camí dit de l'Església Vella. El mur, que limita l'Hort del Capellà, es conserva en uns 20 m de llargada i té només uns 0,70 m d'alçada. És fet amb pedres desbastades, barrejades amb carreus, travat amb morter; en un tram hi predominen els carreus escairats de calcària, que s'hi afilaren.

## Priors
Villanueva també fa un recull de diferents documents extreu els noms d'alguns dels priors.
- Pere Vidal, que tenia cura de l'església molt abans del 1121 en què fou nomenat com a primer prior al càrrec de dotze individus i que morí en 1147.
- A aquest el succeí Carbo, qui governà la canònica durant quatre anys fins a la seva mort el 1151.
- Berenguer que la governà durant vint anys fins a la seva mort el 1171.
- Bernat, que consta com a quart prior, però no pas els seus anys de govern. Villanueva creu que durant el seu govern esdevingué el desembarcament dels "moros" de l'any 1178.
- Raimon de Vilarig?[6] fou el cinquè prior, el qual anteriorment havia sigut prebost de Sant Martí de Guda i canonge de Vilabertran que fou enterrat a l'església vella, on hi hagué una inscripció que diu que hi fou sepultat el 1303.
- Berenguer de Santo Andeolo, que morí el 1310.
- Berenguer de Turria (escollit aquell mateix).
- Francesc Jaume, que el necrologi citat per Villanueva l'anomena prior XI i el suposa mort el 1345.
- Francesc d'Agauta com a dotzè prior.
- Dalmau (1379)
- Pere Tortosa (mort el 1444)
- Guillem Moreno (mort el 1452)
- Jaume Mas que fou proveït per Nicolau V en el priorat d'Ullà l'any 1452 (Arxiu de Solsona)
- Raimon Geralt (mort el 1467).
- Miguel Brayde (mort el 1574)
- Pere Aragay (que assumí el càrrec el 1574)